# Districte de Gex
El districte de Gex (arrondissement de Gex en francés) és un dels quatre districtes del departament francès de l'Ain, a la regió d'Alvèrnia-Roine-Alps. Té 3 cantons i 27 municipis, el cap cantonal és la sotsprefectura de Gex.

## Cantons
- Gex
- Saint-Genis-Pouilly
- Thoiry